# آلان جيجر
آلان جيجر (مواليد 5 نوفمبر 1960) هو لاعب كرة قدم. يلعب مع منتخب سويسرا لكرة القدم. سبق له أن لعب في كأس العالم لكرة القدم مع منتخب بلاده.

## مسيرته الكروية
لعب آلان جيجر خلال مسيرته الاحترافية مع 5 أندية في عشرون موسمًا وسجل خلالها 40 هدف ضمن 566 مباراة. حيث فاز في أربعة مواسم بالكأس وفي خمسة مواسم بالدوري.
خاض آلان جيجر مسيرته مع نادي سيون في موسم 1977–78 في المرة الأولى ليلعب معه أربعة مواسم ثم في موسم 1990–91 ليلعب معه خمسة مواسم، مشاركًا طوالها في 261 مباراة سجل خلالها 11 هدفًا. ثم انتقل إلى نادي سيرفيت في موسم 1981–82 ليلعب معه خمسة مواسم، حيث شارك في 139 مباراة سجل خلالها 18 هدفًا. لينتقل بعدها إلى نادي نوشاتل زاماكس في موسم 1986–87 ولمدة موسمين، مشاركًا في 63 مباراة سجل خلالها 8 أهداف. ثم انتقل إلى نادي سانت إتيان في موسم 1988–89 ولمدة موسمين، مشاركًا في 70 مباراة سجل خلالها هدفين. هذا وانتقل لاحقًا إلى نادي غراسهوبر زيوريخ في موسم 1995–96 ولمدة موسمين، مشاركًا في 33 مباراة سجل خلالها هدفًا واحدًا.

## الروابط الخارجية
- آلان جيجر على موقع الاتحاد الدولي (مؤرشف)  (الإنجليزية)
- آلان جيجر على موقع الاتحاد الأوربي (الإنجليزية)
- آلان جيجر على موقع قاعدة بيانات كرة القدم.إي يو (الإنجليزية)
- آلان جيجر على موقع ناشيونال فوتبول تيمز (الإنجليزية)
- آلان جيجر على موقع كووورة